# 1405

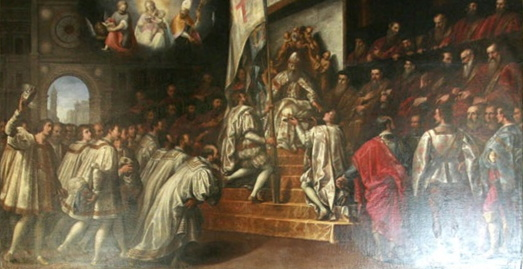
doge Michele Steno krijgt de sleutels van de stad Verona overhandigd

Het jaar 1405 is het 5e jaar in de 15e eeuw volgens de christelijke jaartelling.

## Gebeurtenissen
april
- april - legers van Holland en Utrecht trekken het Land van Arkel binnen en plunderen het. (zie Arkelse Oorlogen)

mei
- 5 - Hertog Reinoud IV van Gelre trouwt in Crécy met Marie d'Harcourt.

juni
- 23 - Het Wapenboek Beyeren wordt voltooid.
- 24 - Verona's overgave aan Venetië: De stad Verona geeft zich over aan Venetië, en verliest daarmee haar semi-onafhankelijkheid.
- 30 - Graaf Willem VI van Holland bevestigt de handvesten, privilegiën, vrijheden, keuren en rechten van Vlissingen.

zonder datum
- De Chinese eunuch-admiraal Zheng He leidt een vloot van 62 jonken en meer dan 100 kleinere scheepjes, met in totaal ongeveer 28.000 bemanningsleden, naar het huidige Indonesië en India.
- Het Vlaamse stadje Mude wordt door de Engelsen platgebrand. Alleen de kerk, die van steen is, blijft staan.
- Het paleizencomplex Changdeokgung in Seoel komt gereed.

## Kunst en literatuur
- Christine de Pizan: Livre de la Cité des Dames. In 1475 verscheen de eerste vertaling in het Middelnederlands onder de titel Het Bouc van de Stede der Vrauwen.

## Opvolging
- Anhalt-Zerbst - Sigismund I opgevolgd door zijn zoons Waldemar IV, George I, Sigismund II en Albrecht V onder regentschap van hun oom Albrecht IV
- Auschwitz - Jan III opgevolgd door Przemysław
- Georgië - George VII opgevolgd door zijn zoon Constantijn I (jaartal bij benadering)
- Rethel - Margaretha van Male opgevolgd door haar zoon Anton
- Timoeriden (Iran) - Timoer Lenk opgevolgd door zijn kleinzoon Pir Mohammed
- Vlaanderen, Bourgondië (graafschap) en Artesië - Margaretha van Male opgevolgd door haar zoon Jan zonder Vrees, hertog van Bourgondië
- Wolgast - Barnim VI opgevolgd door zijn zoons Barnim VII en Wartislaw IX

## Afbeeldingen

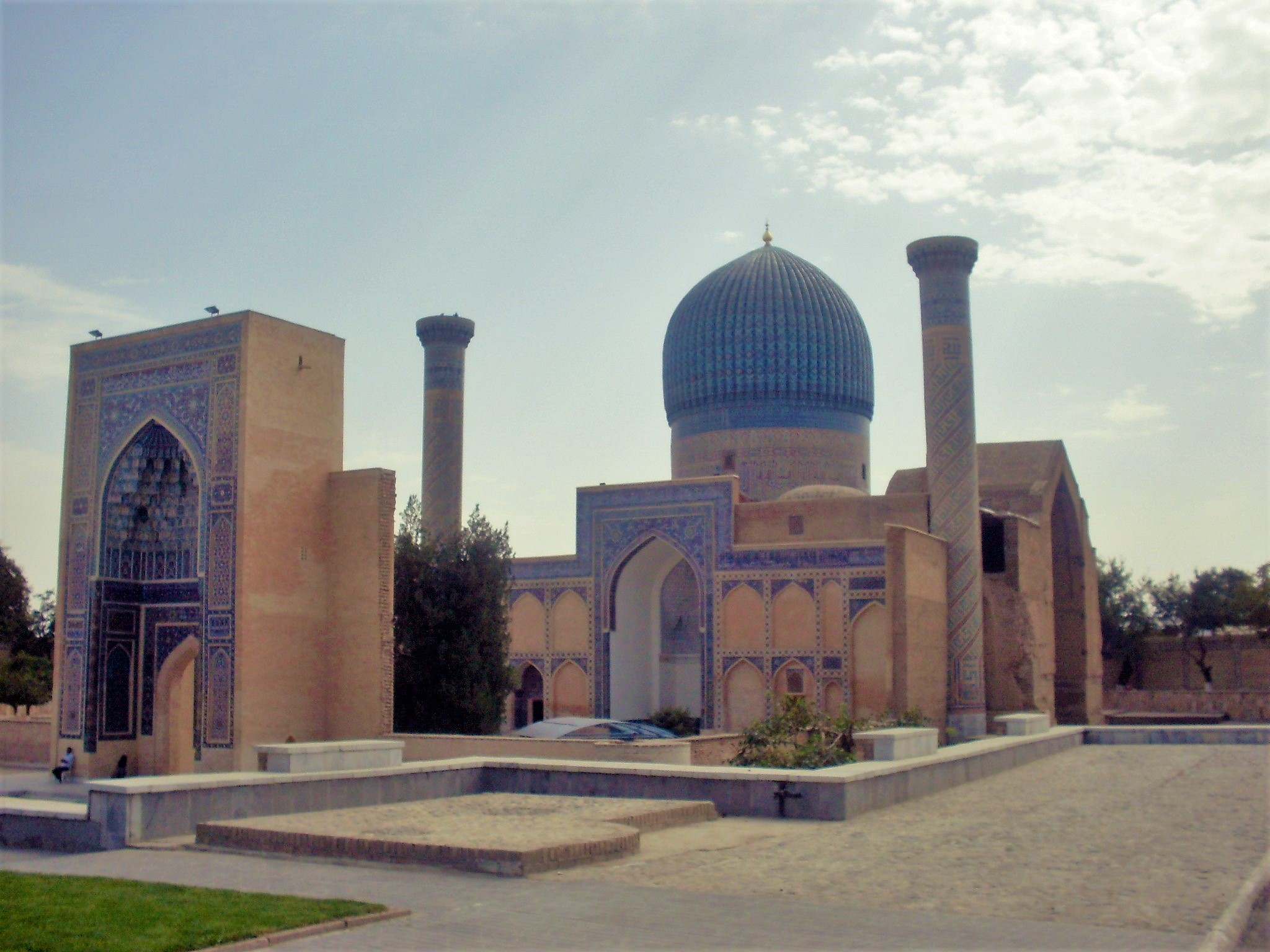
Gur-e-Emir, het mausoleum van Timoer Lenk
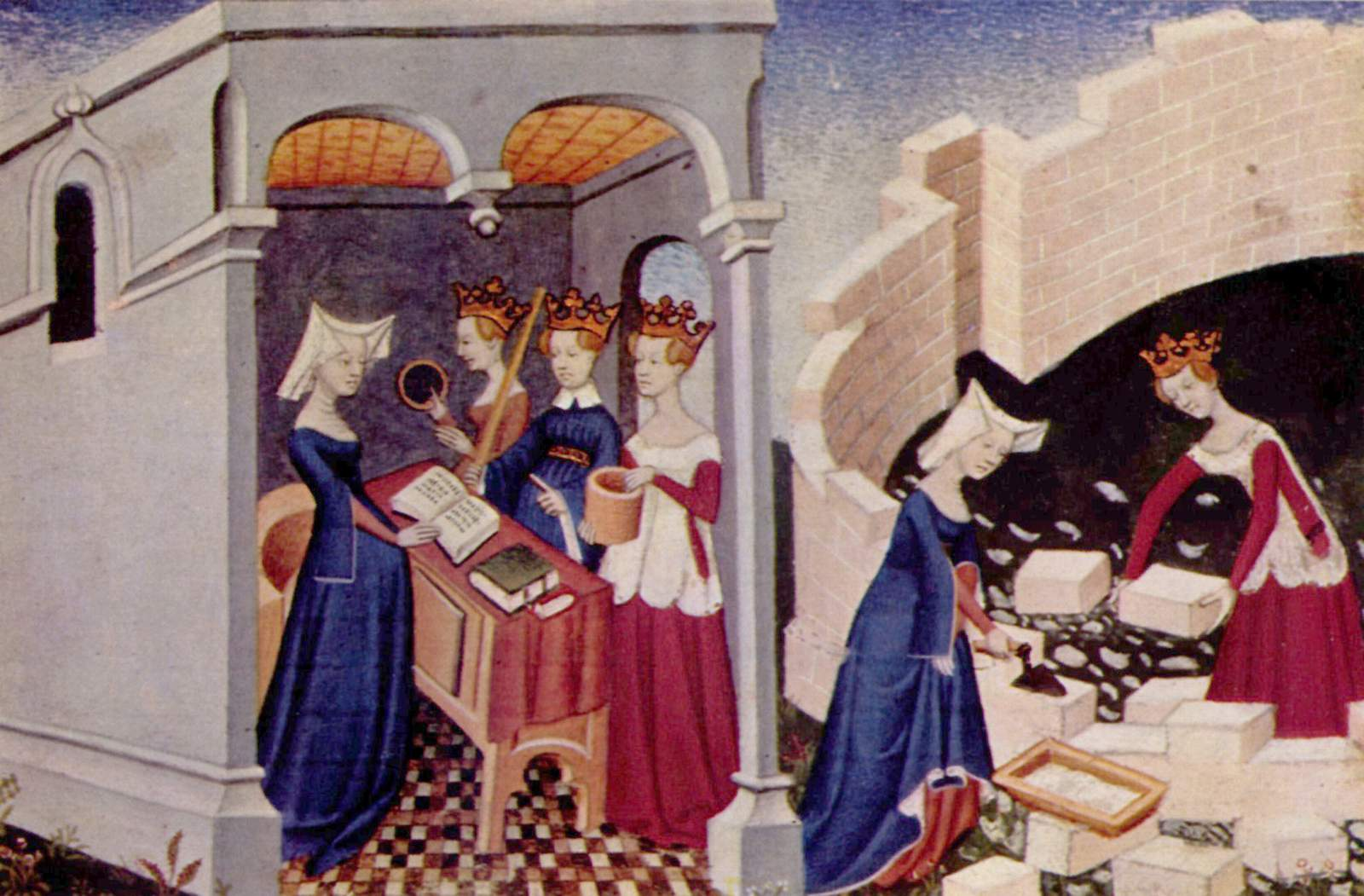
Afbeelding uit Livre de la Cité des Dames
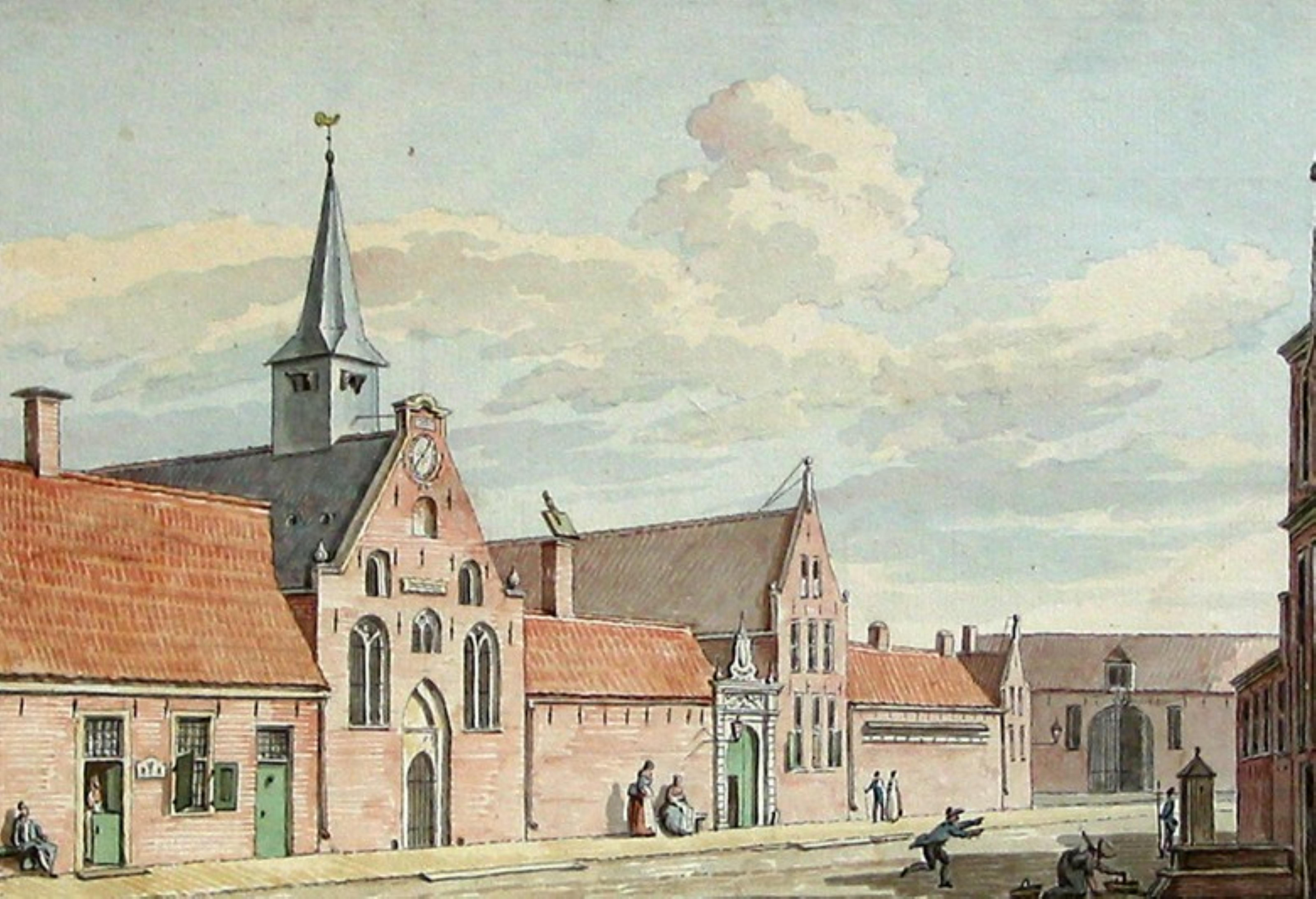
Pepergasthuis, Groningen, gesticht 1405
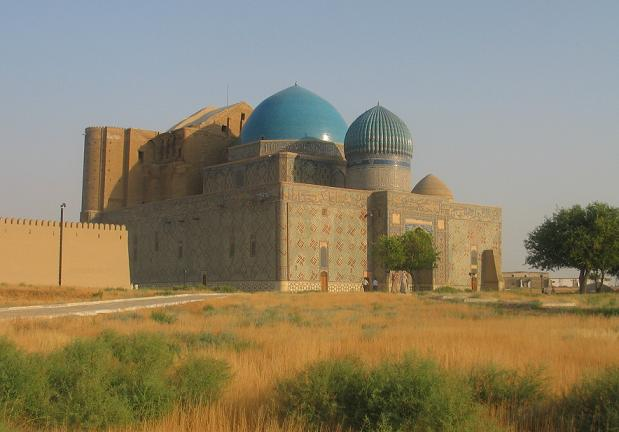
Mausoleum van Hodja Ahmed Yasavi, bouw gestopt 1405

## Geboren
- 9 februari - Constantijn XI Palaiologos Dragases, laatste keizer van Byzantium (1449-1453)
- 6 maart - Johan II, koning van Castilië (1406-1454)
- 6 mei - Skanderbeg, Albanees legerleider (vermoedelijke datum)
- 18 oktober - Pius II, paus (1458-1464)
- 2 december - Sano di Pietro, Italiaans schilder

zonder datum
- Filips van Geldrop, Brabants edelmana
- Frederunde Kettler zu Assen, Duits edelvrouw
- Jan Gruszczyński, Pools bisschop
- Johannes Soreth, Frans kloosterstichter
- Nicolaas III Hoen, Limburgs edelman
- Simon van Lalaing, admiraal van Vlaanderen
- Sophia Holszanski, echtgenote van Wladislaus II Jagiello
- Gilles de Rais, Frans edelman (jaartal bij benadering)
- Thomas Malory, Engels schrijver (jaartal bij benadering)

## Overleden
- 14 januari - Hendrik van Bylandt, proost van Sint-Servaas
- 19 januari - Timoer Lenk (68), Turks-Mongools monarch en veroveraar
- 2 februari - Peter Courtenay (~58), Engels militair en staatsman
- 16 of 21 maart - Margaretha van Male (54), gravin van Vlaanderen, Bourgondië, Artesië en Rethel (1384-1405)
- 26 maart - Antonia Visconti, Italiaans edelvrouw
- 19 augustus - Jan III van Auschwitz (~39), Silezisch edelman
- 22 september - Sophia van Pommeren (~35), Pommers edelvrouw
- 23 september - Barnim VI, Pommers edelman

zonder datum
- Jaume Serra, Catalaans schilder (jaartal bij benadering)
- Johan II van Wittem (~65), Duits edelman
- Khanchög Wangpo, Tibetaans geestelijk leider
- Prokop (~47), mede-markgraaf van Moravië
- Sigismund I van Anhalt (~23), Duits edelman
- Thomas Mowbray (~33), Engels edelman
- George VII, koning van Georgië (jaartal bij benadering)
- Jean Froissart, Zuid-Nederlands dichter (jaartal bij benadering)